# Marius Lefèvre
Marius Ludvig Lefèvre (født 4. maj 1875 i Odense, død 14. marts 1958 i Gentofte) var en dansk gymnast, typograf og senere kommunelærer.
Lefèvre deltog på det danske hold i svensk system ved OL 1912 i Stockholm, hvor blot tre hold stillede op på Stockholms Stadion. Holdene kunne bestå af 16-40 gymnaster, og det svenske hold vandt klart med 937,46 point foran Danmark med 898,84 point, mens Norge blev nummer tre med 857,21 point.
Lefèvre gik efter 2. verdenskrig hårdt til angreb på Niels Bukh i den danske presse. Han mente ikke, at Bukh kunne fortsætte som ungdomsleder inden for gymnastikken grundet Bukhs anknytninger til nazismen. Lefèvre skrev med harme om Bukhs besøg hos Hitler og den tyske arbejdstjeneste, som Bukh mente at han "kunne lære noget af".
Om Bukhs begejstring for arbejdstjenesten skrev Lefèvre: "om arbejdstjenesten ved vi, at den var fuldstændigt militært anlagt… Mandskabet havde blot spader i stedet for geværer. Undskyld mig, men jeg kan ikke se, at en dansk højskolelærer, endsige en forstander, havde noget at bestille i Tyskland i krigsårene 1940-45". 